# Камінне (Логойський район)
Камінне — (біл. вёска Камена), село (веска) в складі Логойського району розташоване в Мінській області Білорусі, є адміністративним центром Каміньській сільській раді.
Село Камінне розташоване в центральних районах Білорусі, у північній частині Мінської області - орієнтовне розташування [Архівовано 23 червня 2007 у Wayback Machine.].